# Сальме (волость)
Сальме (ест. Salme vald) — волость в Естонії, у складі повіту Сааремаа.

## Положення
Площа волості — 126,44 км², чисельність населення на 1 січня 2011 року становила 1274 особи. 
Адміністративний центр волості — селище Сальме. Волость також включає 24 інших села: Ансекюла (Anseküla) (45), Вінтрі (Vintri) (19), Еасте (Easte) (4), Імара (Imara) (27), Йярве (Järve) (18), Каімрі (Kaimri) (9), Каугатома (Kaugatoma) (9), Лахетагусе (Lahetaguse) (49), Лассі (Lassi) (25), Лимала (Lõmala) (48), Лиу (Lõu) (0), Лянга (Länga) (13), Ляятса (Läätsa) (142), Метсалиука (Metsalõuka) (15), Миісакюла (Mõisaküla) (11), Милдрі (Möldri) (16), Рахусте (Rahuste) (55), Суурна (Suurna) (37), Техумарді (Tehumardi) (65), Тііріметса (Tiirimetsa) (55), Тоомалиука (Toomalõuka) (17), Ула (Ula) (2), Хінду (Hindu) (5),  Ююдібе (Üüdibe) (7).

## Галерея

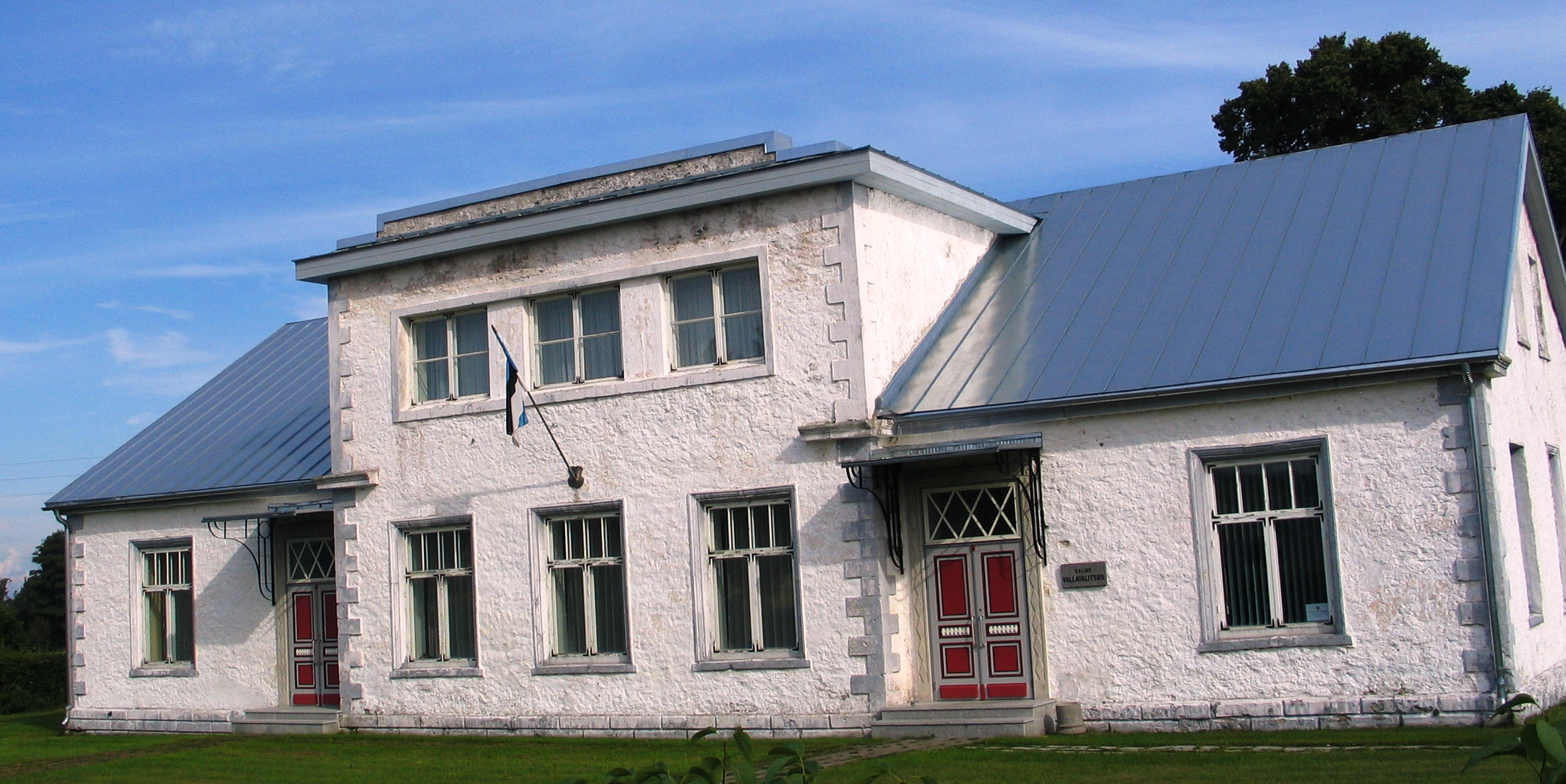
Управа
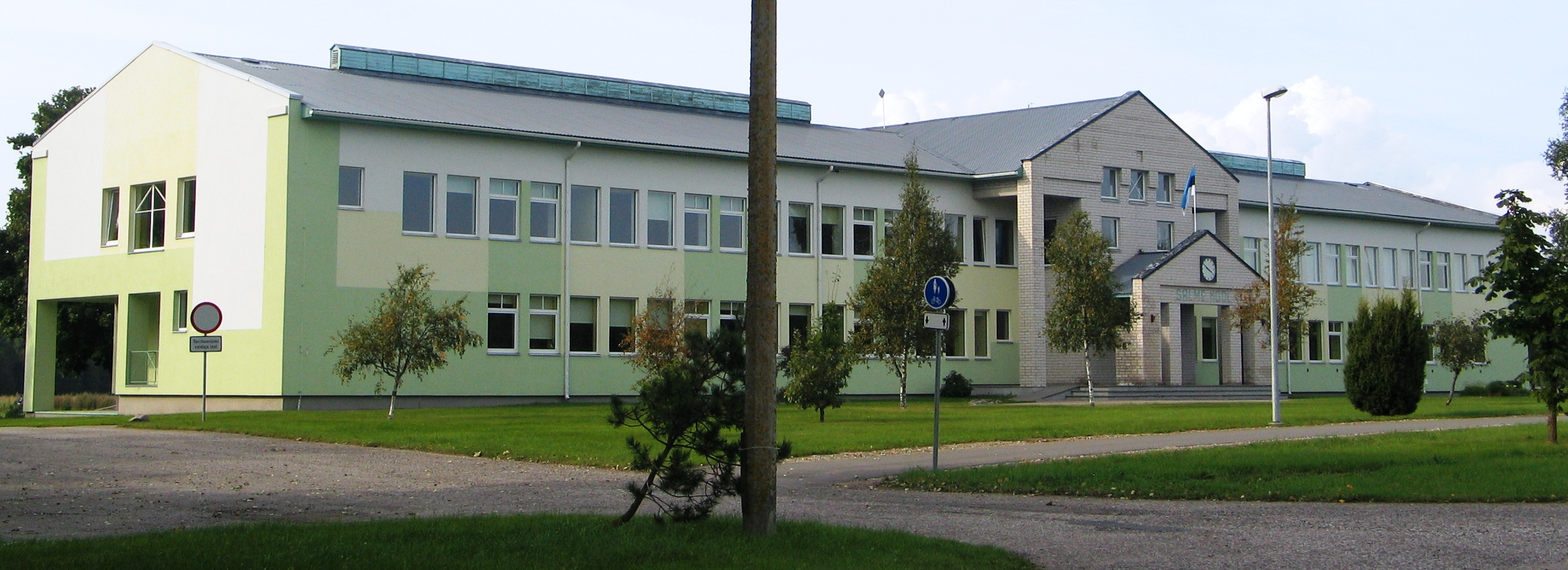
Школа
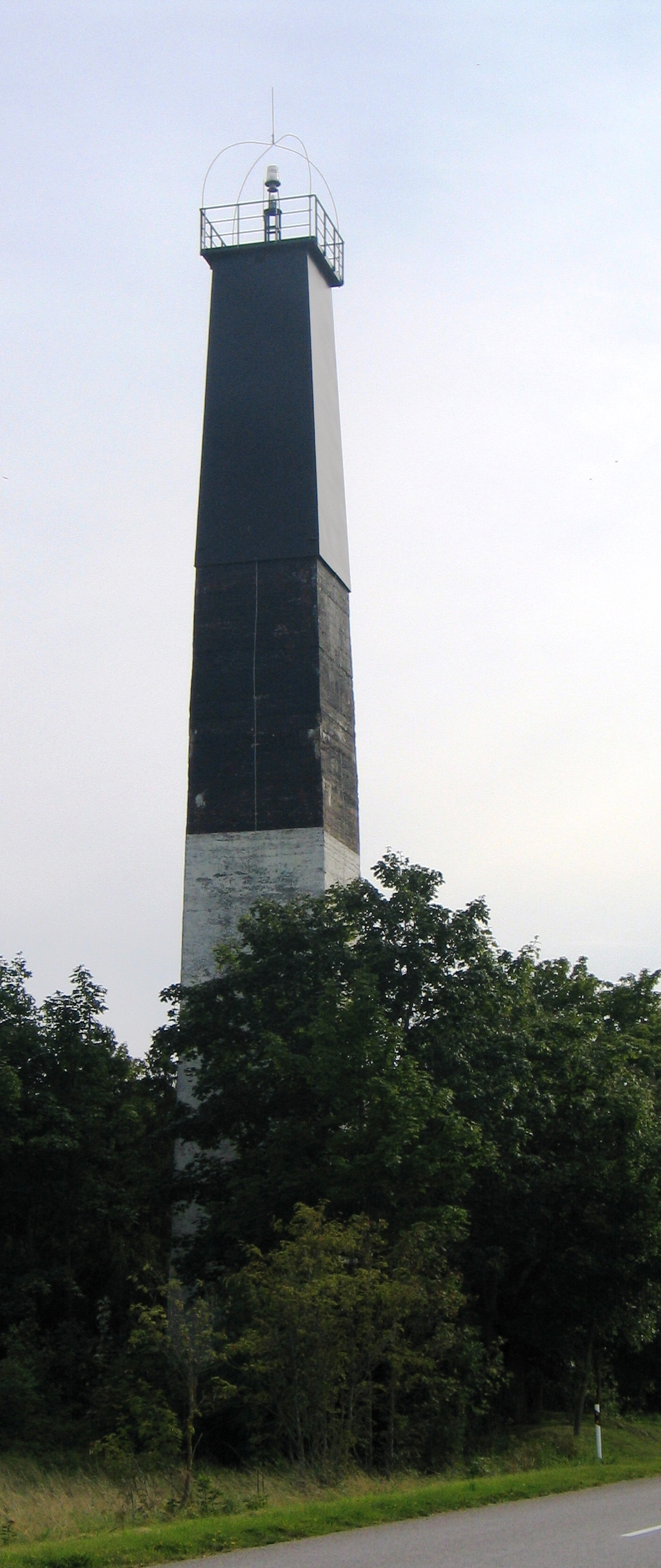
Ансекюла
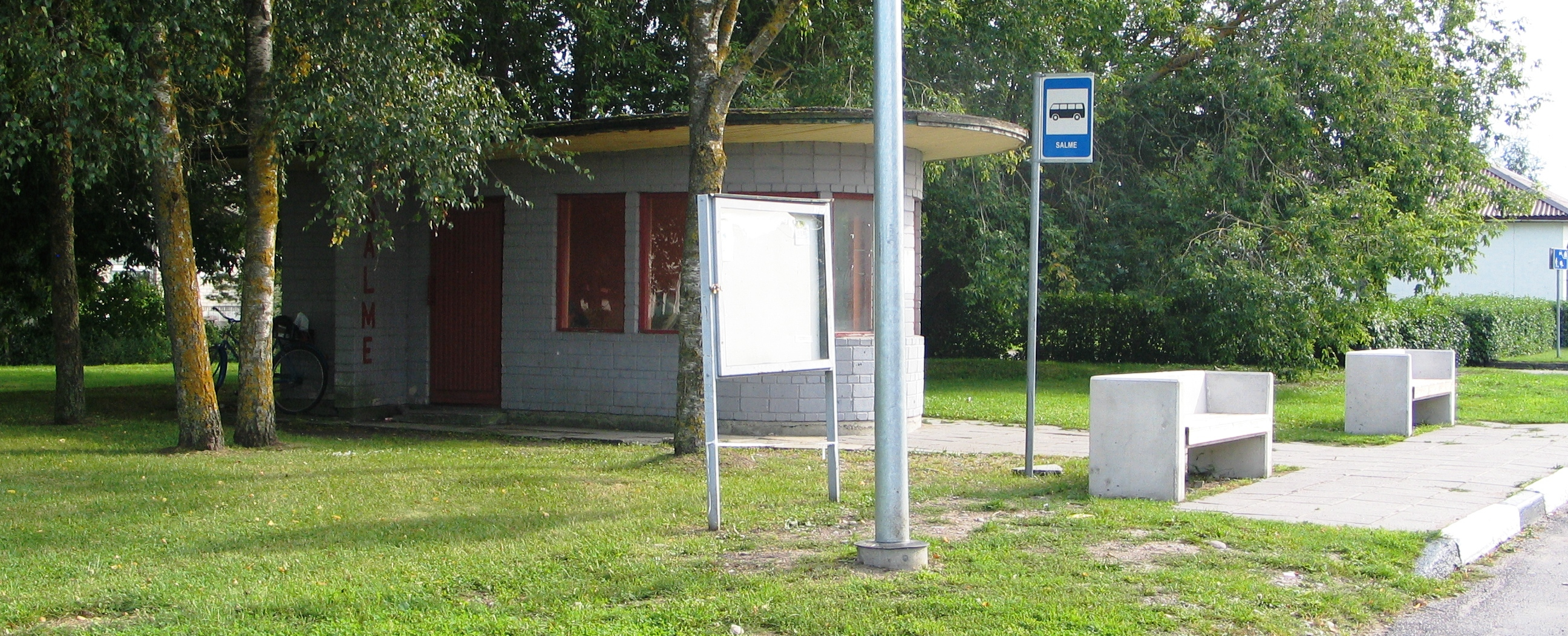
Зупинка